# Пермиссив
Пермиссив или позволительное наклонение — этим термином в языкознании обозначается одна из форм желательного наклонения, уцелевшая в литовском языке: третье лицо с окончаниями -ie, -ai. Например от глагола bė́gu — «бегу» пермиссив будет tebė́gie — «пусть он бежит», mókau  — «учу», temókai ― «пусть он учит». Форма эта имеет значение 3-го лица единственного, двойственного и множественного чисел. Одним из признаков пермиссива служит префикс te тёмного происхождения; он присоединяется (у глаголов первичных, имеющих двусложную основу настоящего времени и ударение на окончании в первом лице настоящего времени) к форме 3 лица древнего желательного наклонения или к форме 3 лица изъявительного наклонения у вторичных глаголов и у тех первичных, которые в первом лице единственного числа имеют ударение не на окончании (например от bė́gu — «бегу» пермиссив будет tebė́ga)